# 군 테무르 토고간 칸
군 테무르 칸(坤帖木兒汗, ᠭᠦᠩ ᠲᠡᠮᠦᠷ, Гүнтөмөр хаан, 1377년 ~ 1402년)은 몽골 북원의 대칸(재위: 1400년 ~ 1402년)이었다. 휘는 보르지긴 군 테무르(한국 한자: 孛兒只斤 坤帖木兒 패아지근 곤첩목아)였다. 다른 이름은 '코케 테무르'(Köke temür)였으며, 몽골식 존호는 토고간 칸(脱古罕 可汗, ᠲᠣᠭᠣᠭᠠᠨ ᠬᠠᠭᠠᠨ, Toγoγan qaγan)이었다. 페르시아 사서에는 '쿤 테무르'(کن تیمور), 투르크식 이름은 '투란 테무르'(突蘭帖木爾)였다. 청나라 때인 1662년에 편찬된 《흠정몽골원류》에는 '군 테무르'(琨特穆尔)로 표기되었다. 타환 카안(托歡 可汗, Тогоон хаан)이라는 이름도 있다.
그는 신장의 합밀 칸국 복속을 시도했으며, 그의 통치기간 중 서부 몽골의 오이라트와 동부 몽골 사이의 분단이 심화되었다. 명나라의 사서인 《명사》에 의하면 그는 북원이라는 국호를 사용했다고 한다. 1402년 굴리치의 공격을 받고 피살되었다. 그의 이름 '군 테무르'에서 '군'은 몽골어로 '깊고', '지적인', '강한'이라는 뜻이었고, '테무르'는 '철', '두꺼운 철', '지혜'를 의미했다.

## 생애

### 어린 시절
군 테무르는 1377년에 태어났으며 《몽골원류》에 의하면 전임 대칸이었던 엘베그 니굴세그치 칸의 장남 혹은 둘째 아들, 혹은 다른 아들이었고, 아리크 부케의 후손이었다. 하지만 티무르 제국 계열 페르시아어 사서 《돌궐계보》(突厥系谱)에 의하면 그는 칭기즈 칸의 또 다른 자손으로 기록되어 있으며, 쿠빌라이 칸의 후손이라는 설도 있다. 아리크 부카의 또다른 후손이라는 설도 있다. 아버지 엘베그 칸도 이수데르 조리그투 칸의 아들이라는 설과 쿠빌라이 칸의 후손 설 및  아리크 부케의 후손 설 등이 있어, 군 테무르의 가계는 불확실하다. 페르시아어로 된 또다른 몽골 사서《전기지우》(傳記之友)에 의하면 그는 칭기즈 칸의 또다른 자손이라는 설도 있다. 《몽골비사》에는 그와 전임 칸, 후임 칸의 정확한 관계가 나타나지 않는다. 
부냐시리 울제이테무르 칸의 형이라는 설과, 그의 동생이라는 설도 있다.1404년에 티무르 제국의 사마르칸트를 방문했던 카스티야 왕국의 사절 루이 곤살레스 데 클라비호(Ruy González de Clavijo)에 의하면 군 테무르는 엘베그 니굴세그치 칸의 막내 동생으로, 엘베그 칸에 저항했었다 한다. 티무르 제국의 페르시아계 작가 무함마드 크완다미르의 책 하비브 알 시야르(Habib al-siyar)에는 그는 칭기즈 칸의 또다른 후손이라는 기록을 남겼다. 티무르 제국 계열의 다른 문헌에 의하면 그는 아리크 부카 가문의 또다른 후손이라 한다.
엥케 칸과 엘베그 니굴세그치 칸을 동일인물로 오해했던 문헌 항하지류(恒河之流)에 의하면 그는 엔케 엘베그의 아들이라 한다.
군 테무르에서 군은 몽골어로 깊고, 지적인, 강한이라는 뜻이고, 테무르는 철을 의미한다. 또는 중세 몽골어로 두꺼운 철, 또는 지혜, 지적인, 강한 이를 의미한다. 그의 초기 생애와 행적에 대한 것은 자세히 알려진 것이 없다. 몽골어 존호인 토고간 칸 혹은 황금사에 의하면 타환 카안(托歡 可汗, Тогоон хаан)으로 표기되는데, 토곤은 몽골어로 냄비, 가마를 뜻한다. 몽골 황금사에 의하면 다른 이름도 전하는데, 투란테무르라 한다.

### 북원의 대칸 즉위
1399년 엘베그 니굴세그치 칸이 여인 문제로 틀어진 오이라트에 의해 암살되자 그 뒤를 이었다. 명나라의 최전성기를 열은 성조 영락제 주체는 서몽골 오이라트의 수장 우게치 카스카를 몽골의 새로운 통치자로 승인했다. 오이라트 우게치 카스카와 바툴라 칭상은 자신들을 공동 통치자, 오이라트와 몽골의 칸이라고 선언했다. 몽골의 지도자들은 이에 불만을 품고 군 테무르를 대칸으로 추대했다. 그는 군사를 이끌고 원수인 우게치 카스카를 몰아내고, 동몽골 지도자들의 지지를 받아 카라코룸으로 입성, 정권을 차지했다. 일설에는 아수드 출신 아룩타이가 우게치 카사하를 실각시켰다 한다. 그러나 몽골 서부에는 오이라트는 독자적인 세력을 형성했기에, 군 테무르의 영향력은 몽골 중부와 동부에 한정되었다. 
한편 우게치 카스카가 엘베그 니굴세그치 칸을 시해하고, 이듬해 군 테무르를 대칸으로 옹립했다는 설도 있다. 알탄 톱치(Алтан товч)에 의하면 1399년 그가 엘베그 니굴세그치 칸을 살해하고 몽골의 대칸으로 즉위했다 한다. 몽골원류에 의하면 1400년에 즉위했다는 설이 있다.
《명태종(성조)실록》에 의하면 1400년 2월 18일 명나라의 연왕 주체는 조카인 혜종 건문제를 상대로 정난의 변을 일으키기 직전, 몽골의 대칸인 군 테무르와 오이라트의 수장 몽케 테무르에게 효유하는 사자를 보냈다고 한다. 그러나 연왕 주체가 군 테무르 토고간 칸에게 보낸 서신의 정확한 내용은 《명태종실록》에 기록되지 않았다.

### 오이라트와의 갈등, 피살
토고간 칸의 통치 기간 동안 서몽골의 오이라트와 동몽골의 북원 사이의 분열이 심화되었다. 토고간 칸은 자신의 권위를 굳히고자, 명나라와 동맹을 맺었던 카라델 칸국을 공격했다. 토고간 칸은 카라델 칸국의 칸 엥케 테무르를 사로잡아 살해했다.
명나라의 연왕 주체는 오이라트의 우게치 카스하, 바툴라 칭상 등을 몽골의 지도자로 승인하였다. 군 테무르는 명나라에 여러번 사절을 보내 교섭을 시도하였으나, 번번히 실패하고 성과 없이 되돌아왔다.
1401년 12월 31일 군 테무르는 명나라로 사자를 파견해 수교를 체결하였다.
아리크부카 가문과 도르벤 오이라트 동맹은 내부에서 권력 다툼이 이어졌고, 이중 친쿠빌라이파인 초로스부족(고하이 태위, 바툴라 승상)과 친아리크부카파 케레누트부(우게치 카스하, 에세크) 간에 서로 오이라트 연합의 주도권을 둘러싼 분쟁이 계속되었다. 
1402년 봄, 토고간 칸은 울루그 테무르 칸 굴리치의 공격을 받았다. 이어 울루그 테무르 칸 굴리치, 오이라트의 바툴라(마흐무드), 아수드(알란, 아스, 아스트)의 아룩타이 등과 싸우다 패배했고, 결국 굴리치의 칼에 맞아 시해당했다. 명나라의 기록에 의하면 도쿠즈(脫古思)라는 인물에게 암살되었다 한다. 다른 설에는 초로스부 출신 바툴라 칭상에게 암살당했다는 설도 있다. 정확한 사망 시점은 전하지 않으나 명사明史) 권327에 의하면 1402년 봄이었다 한다.

### 사후
일설에는 1402년 사망 당시 그의 나이가 28세였다는 설도 있다.
울루그 테무르 칸 굴리치는 토고간 칸을 시해하고 몽골의 대칸이 된 뒤, 북원이라는 국호와 황제 칭호를 폐지했다 한다. 그러나 이후로도 에센 타이시, 다얀 카안 등은 스스로를 원나라의 카안을 자처하여 다소 이견이 있다. 토고간 칸 군 테무르의 시호, 묘호 추서 연도는 불명으로 《명사》(明史) 권327 <열전> 제215에는 그의. 장지는 미상이다.
청나라에서 음역한 문헌에서는 그의 칭호는 토고간 카안(脫古罕可汗)으로 나타난다. 군 테무르 칸의 조카 원가상(阮可尚)은 명나라로 망명했다. 명실록에 의하면 1433년 당시 그의 조카 원가상이 어린 나이였다고 한다. 그러나 명나라로 귀순한 원가상이 군 테무르 칸의 어떤 형제의 아들인지 여부는 알려진 것이 없다.